# Théodore Fivel
Théodore Fivel (* 3. März 1828 in Albiez-le-Vieux im Departement Savoyen; † 30. Januar 1894 in Chambery) war ein savoyisch-sardischer und dann französischer Architekt.
Michel Germain bezeichnete ihn als «einen der größten Kirchenarchitekten des 19. Jahrhunderts und der Neugotik.»

## Leben
Théodore Fivel favorisierte als Architekt zahlreicher Kirchen in Savoyen sowie in den französischen Departementen Isère und Ain, im Gegensatz zu den zeitgenössischen Anhängern der neuromanischen Architektur, die neugotische Bauweise. Nach seinen Plänen entstanden unter anderem die folgenden Kirchen:

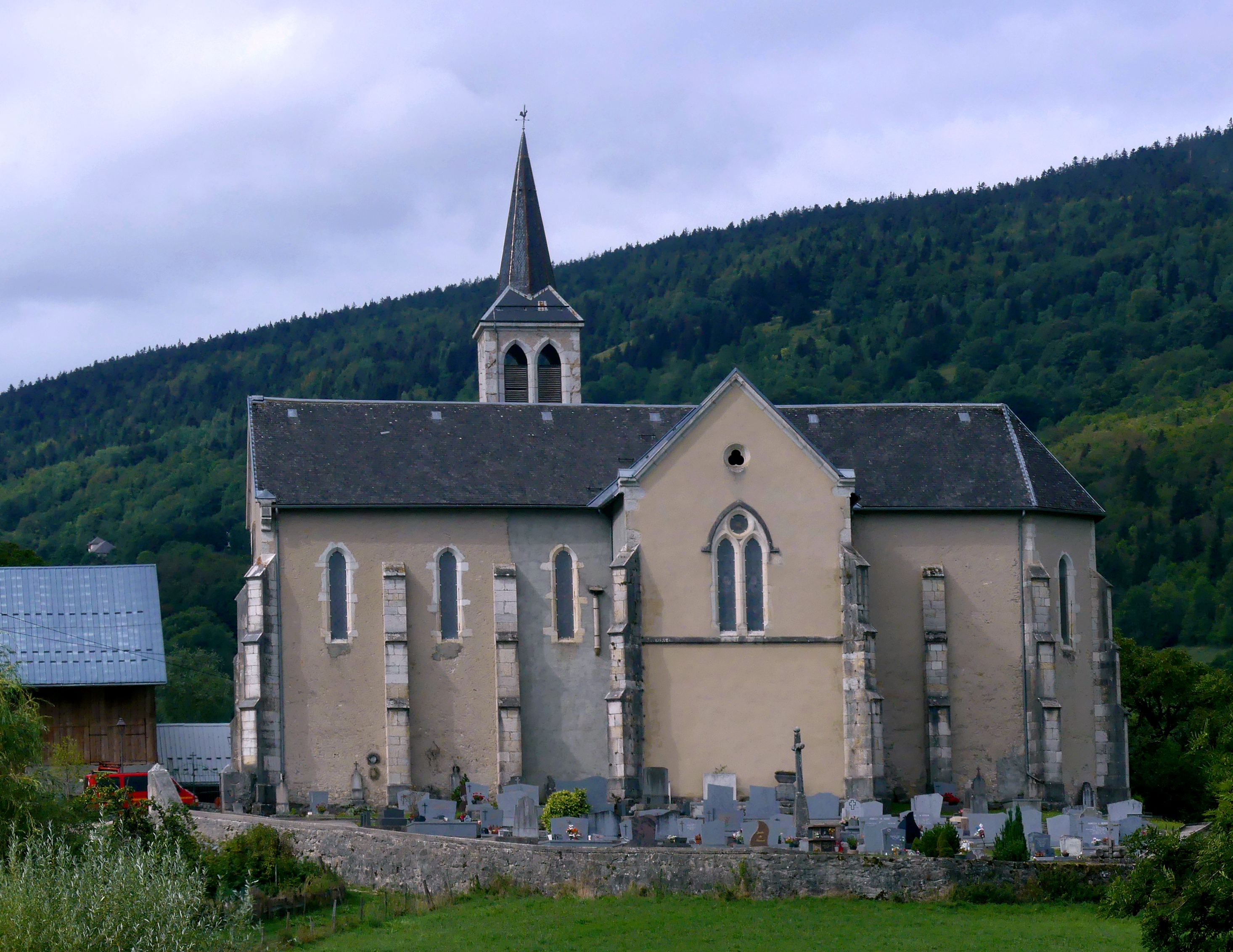
Kirche in Le Noyer, Bauges

- Kirche Saint-Maurice, Drumettaz-Clarafond, 1860
- Kirche Saint-Antonin, Doucy-en-Bauges, 1863
- Notre-Dame de l’Aumône, Rumilly, restauriert 1863
- Kirche von Albens, 1863
- Kirche Saint-Maurice, Bellecombe-en-Bauges 1865
- Nikolauskirche, Arbin, erweitert 1865
- Notre-Dame-de-l’Assomption, Noyer, 1867
- Notre-Dame-de-l’Assomption, Sévrier, 1876
- Basilika Saint-François-de-Sales, Thonon-les-Bains, errichtet ab 1889; fertiggestellt lange nach Théodore Fivels Tod im Jahr 1930

Fivel war Departementsarchitekt für das Arrondissement Chambery des Departements Savoyen. Als Spezialist für die Geschichte der savoyischen Architektur wurde er in die internationale Expertenkommission zur Restaurierung der savoyischen Burg Chillon am Genfersee im schweizerischen Kanton Waadt berufen.
Er ist der Autor von Schriften zur Archäologie und Epigraphik von Savoyen und zur Geschichte der Burg Chambery sowie des savoyischen Klosters Hautecombe.
Im Jahr 1868 wurde Théodore Fivel in die wissenschaftliche Gesellschaft Académie des sciences, belles-lettres et arts de Savoie aufgenommen.

## Werke
- Communication sur des briques émaillées provenant du château du Bourget et d’anciennes inscriptions du cloître de l’abbaye d’Hautecombe. In: Mémoires et Documents de la Société Savoisienne d’Histoire et d’Archéologie, 3–4, 1859–1861.
- Aperçu historique et artistique sur le château et la Sainte-Chapelle de Chambéry. In: Mémoires et Documents de la Société Savoisienne d’Histoire et d’Archéologie, 5–6, 1861–1862.
- Communication sur l’oppidum de Saint-Michel à Curienne. In: Mémoires et Documents de la Société Savoisienne d’Histoire et d’Archéologie, 13–14, 1872–1873.